# William Tecumseh Sherman (Saint-Gaudens)
William Tecumseh Sherman, también conocido como Sherman Memorial o Sherman Monument, es un grupo escultórico en honor a William Tecumseh Sherman, creado por Augustus Saint-Gaudens y ubicado en Grand Army Plaza en Nueva York (Estados Unidos). Fundido en 1902 y dedicado el 30 de mayo de 1903, el monumento de bronce dorado consta de una estatua ecuestre de Sherman y una estatua que lo acompaña, Victoria, una figura femenina alegórica de la diosa griega Nike. Las estatuas están colocadas sobre un pedestal de granito de Stony Creek diseñado por el arquitecto Charles Follen McKim.

## Historia

### 1913 diseño de plaza y reubicación de estatua
El editor de periódicos Joseph Pulitzer murió en 1911 habiendo legado 50 000 dólares para la creación de una fuente conmemorativa "como las de la Place de la Concorde, París Francia". En diciembre de 1912, los albaceas del patrimonio de Pulitzer anunciaron que la ciudad de Nueva York había aprobado la ubicación propuesta de la fuente, en la plaza entre las calles 58 y 60, justo al oeste de la Quinta Avenida, la misma plaza donde se encontraba el Monumento ecuestre a Sherman desde 1903. Los ejecutores invitaron a cinco estudios de arquitectura a participar en un concurso para determinar el diseño de la fuente y proporcionar diseños para un "buen tratamiento arquitectónico de toda la plaza". En enero de 1913, los cinco esquemas se exhibieron en la Biblioteca Pública de Nueva York, incluido el esquema ganador, diseñado por Carrère y Hastings. El diseño del arquitecto Thomas Hasting colocó la fuente en la mitad sur de la plaza, mientras que el Monumento a Sherman permaneció en la mitad norte (pero se movió quince pies hacia el oeste para estar simétricamente opuesto a la fuente). La construcción de la nueva plaza comenzó en 1915 y, en noviembre, un periódico informó: "La fuente Pulitzer ahora está terminada y burbujea con el agua más pura de Croton", y señaló que el trabajo en la parte norte de la plaza se retrasó debido a la construcción del metro.

### Designación de hitos de 1974
El 30 de mayo de 1974, la Comisión de Preservación de Monumentos celebró una audiencia pública para considerar la designación de Grand Army Plaza, incluido el Monumento a Sherman, como Monumento Escénico. La medida fue aprobada el 23 de julio de 1974.

### Restauración
El 26 de marzo de 1985, Central Park Conservancy y el estudio de arquitectura de Buttrick White & Burtis presentaron planes a la Comisión para la Preservación de Monumentos Históricos  para una restauración completa de la plaza, incluido el Monumento a Sherman. El trabajo se completó en junio de 1990, incluido un nuevo dorado de la estatua y la sustitución de una hoja de palma y una espada que se habían retirado anteriormente.

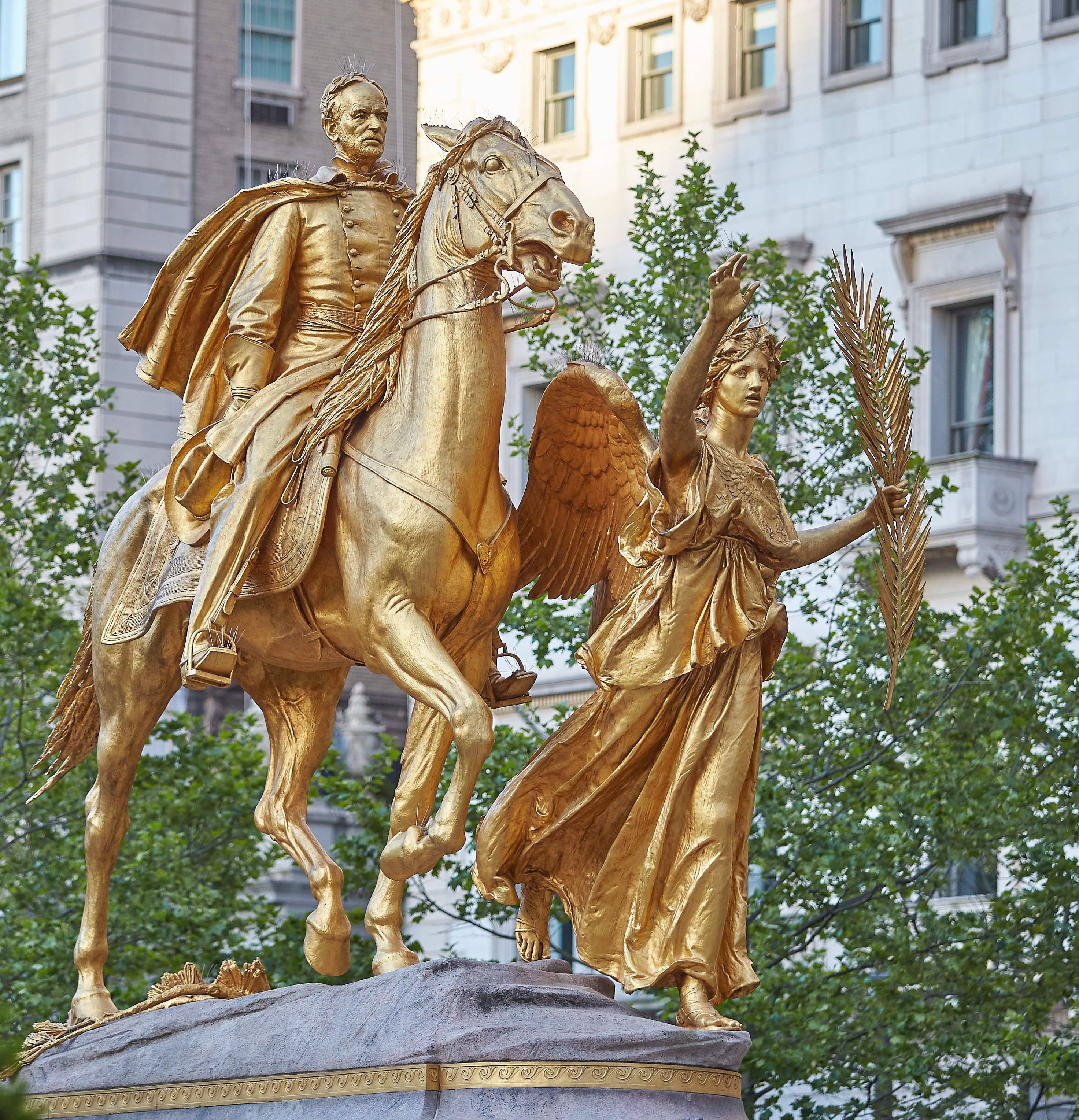
Estatua dorada en 2021 después de la restauración.

La Grand Army Plaza se renovó nuevamente en 2013, incluido un nuevo dorado de la estatua de William Tecumseh Sherman.

## Críticas
Según el informe preparado por la Comisión de Monumentos Históricos para su designación de 1974, muchos consideran que el Monumento a Sherman es la mejor obra de Saint-Gaudens. No todos estuvieron de acuerdo; según Frank Weitenkampf, el escultor John Quincy Adams Ward no estaba muy entusiasmado con la composición ecuestre: "Saint-Gaudens era un jinete tímido y se demostró en esta obra... si el caballo tropezaba, el general inevitablemente sería arrojado sobre su cabeza".

## Monedas conmemortativas
El anverso de la moneda de doble águila de Saint-Gaudens de los Estados Unidos de 1907 de Saint-Gaudens, que representa la diosa Libertad, se basa en su escultura de la Victoria.

## Galería

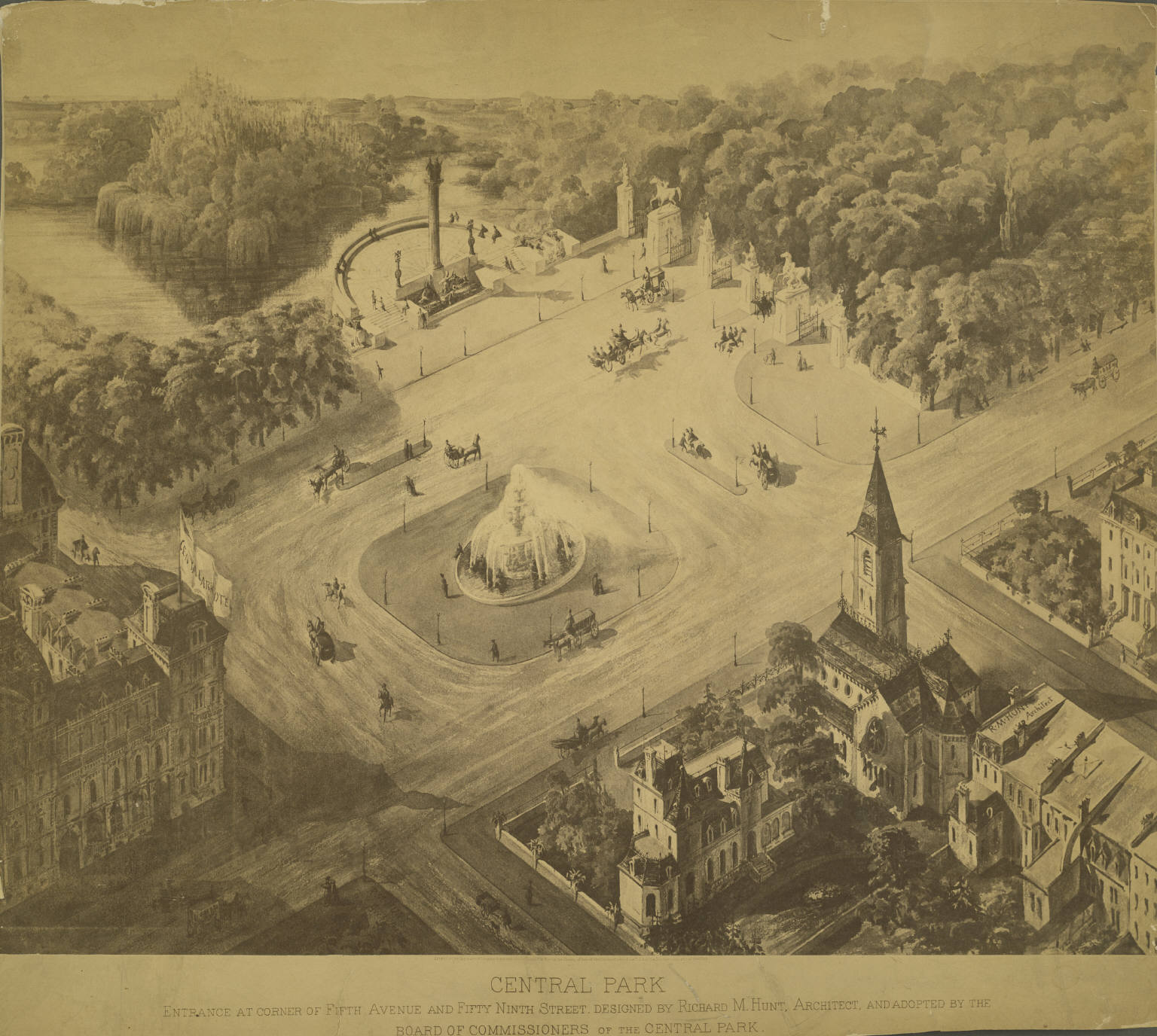
Diseño de 1863 que muestra una fuente propuesta (antes de que la plaza se extendiera hacia el sur hasta la calle 58)
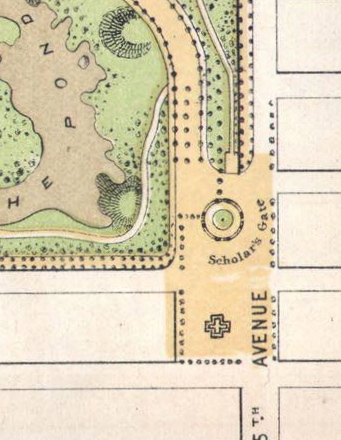
1868 El mapa de Central Park incluye el sitio futuro del Monumento a Sherman.
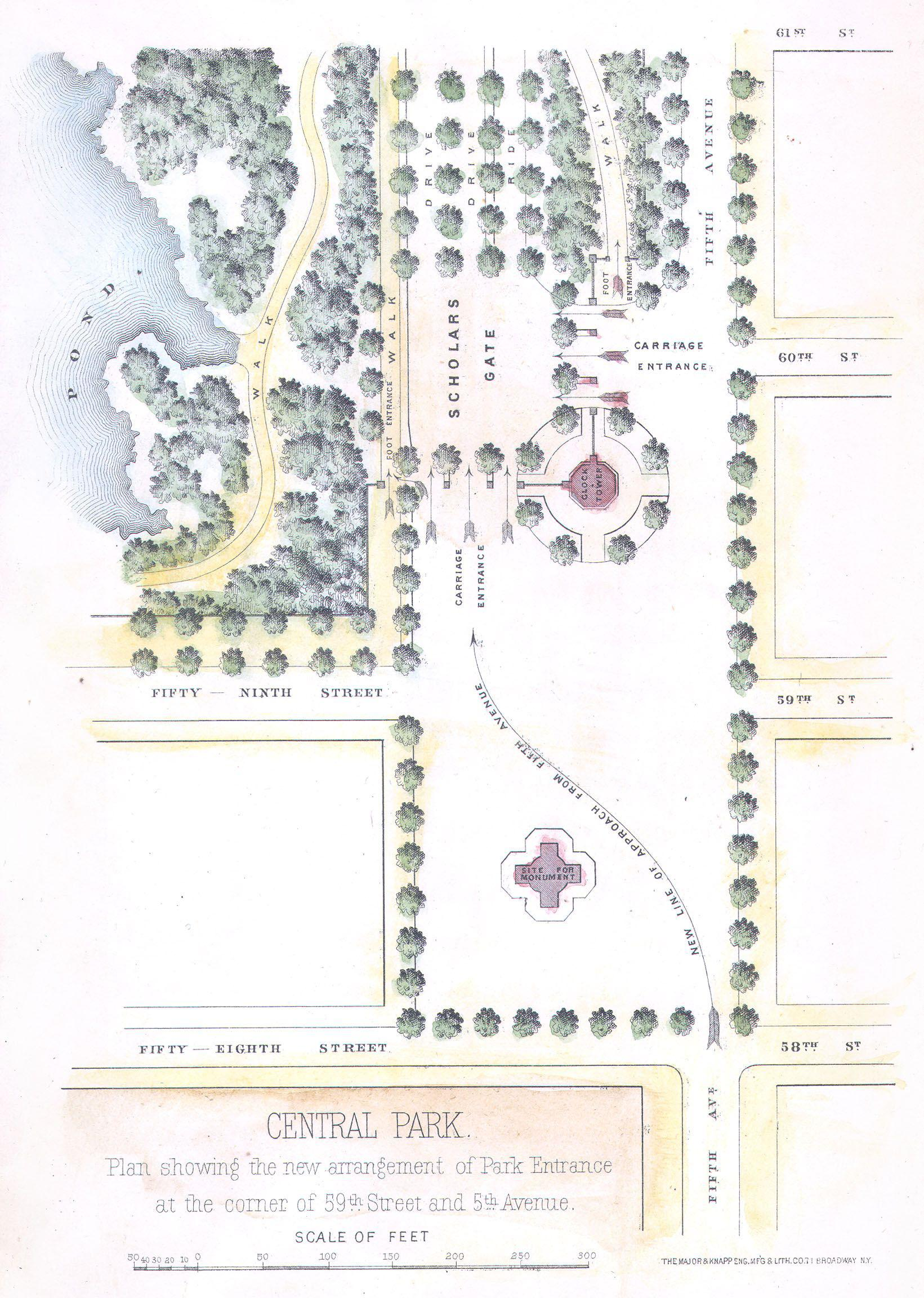
Mapa de la plaza de 1869
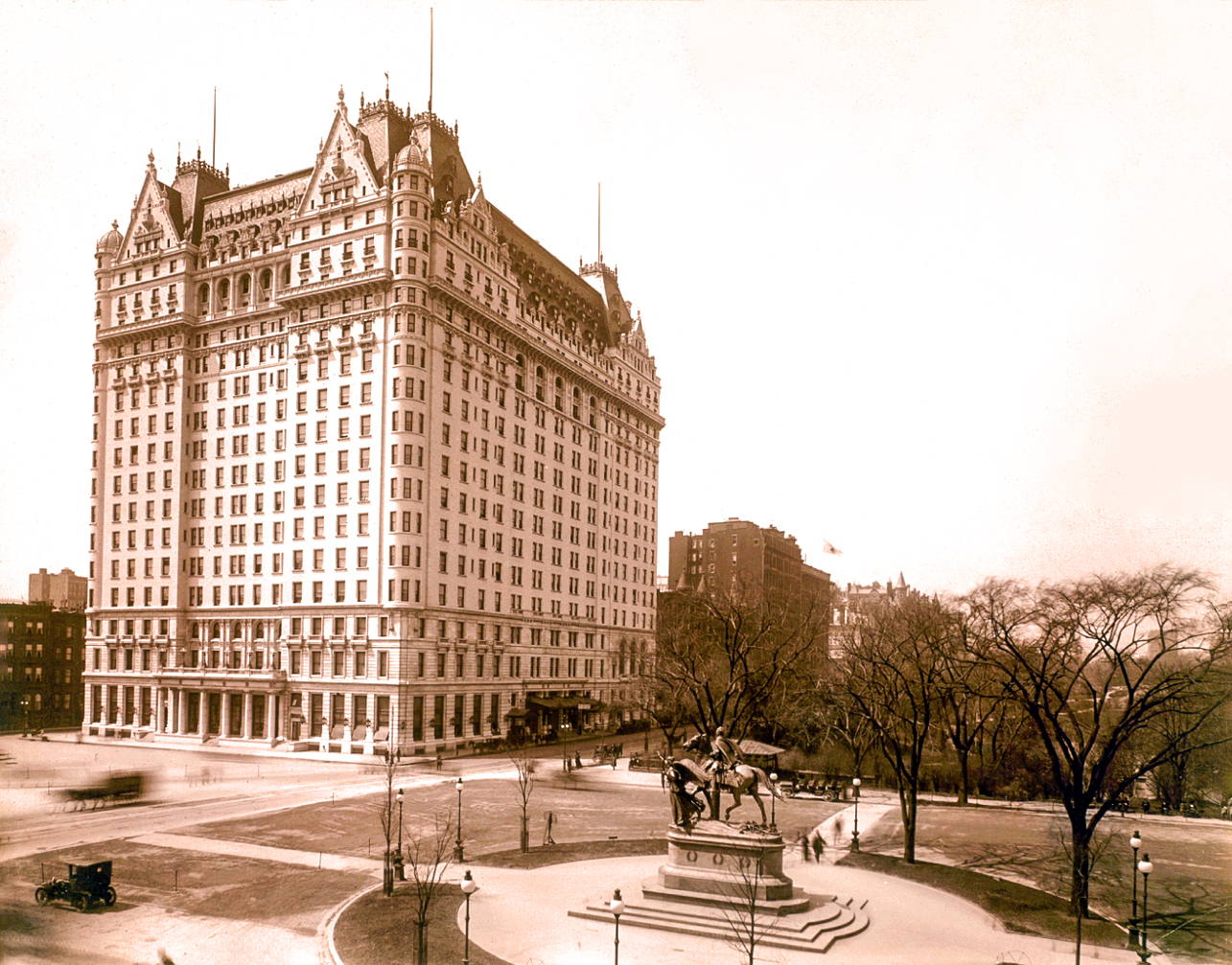
Una vista del Monumento a Sherman alrededor de 1908-1915, antes de la creación de Grand Army Plaza
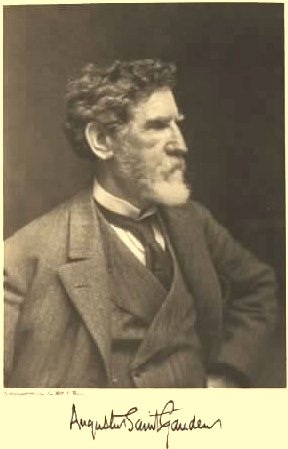
Augustus Saint-Gaudens en 1905
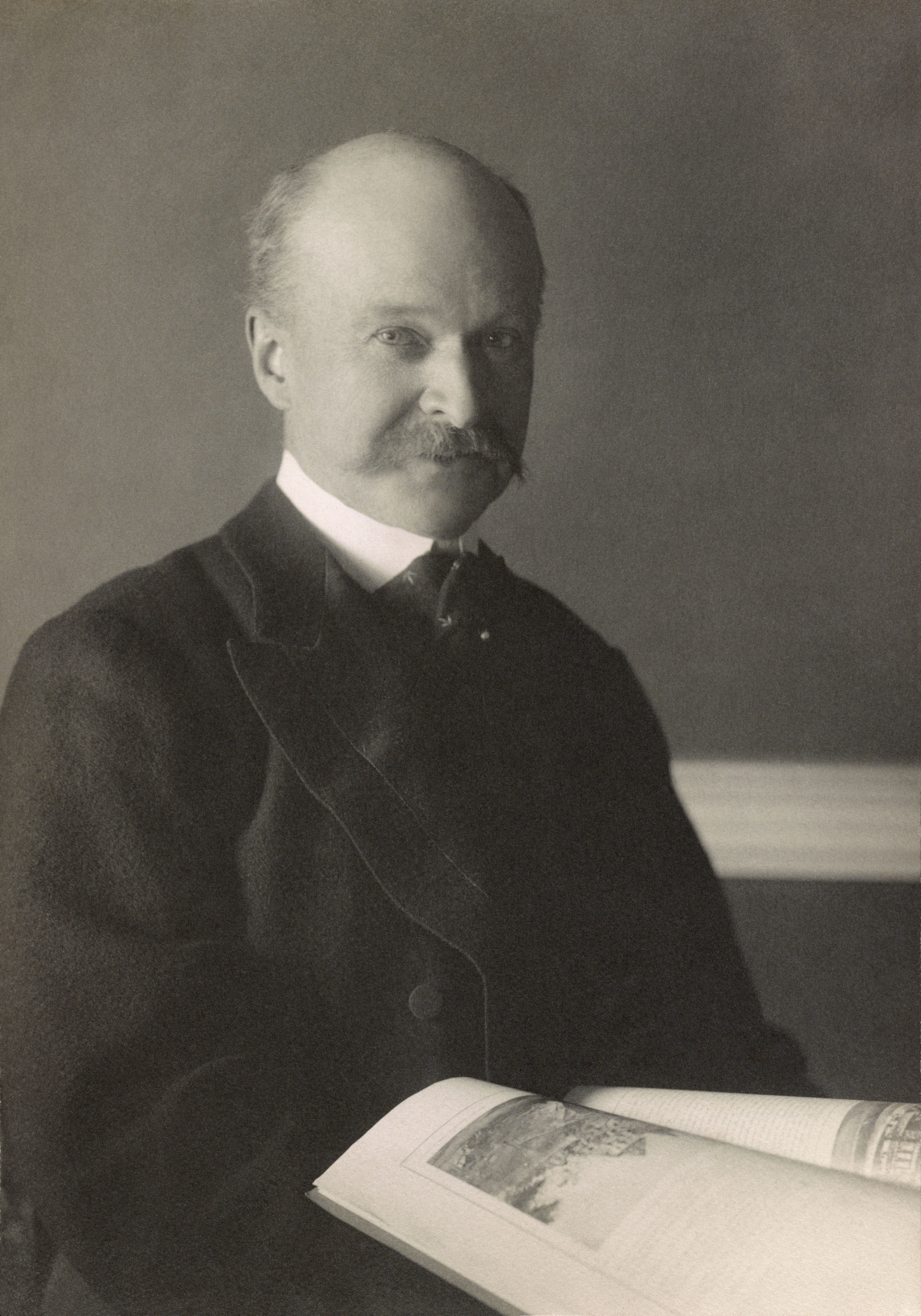
El arquitecto Charles Follen McKim diseñó el pedestal del monumento.
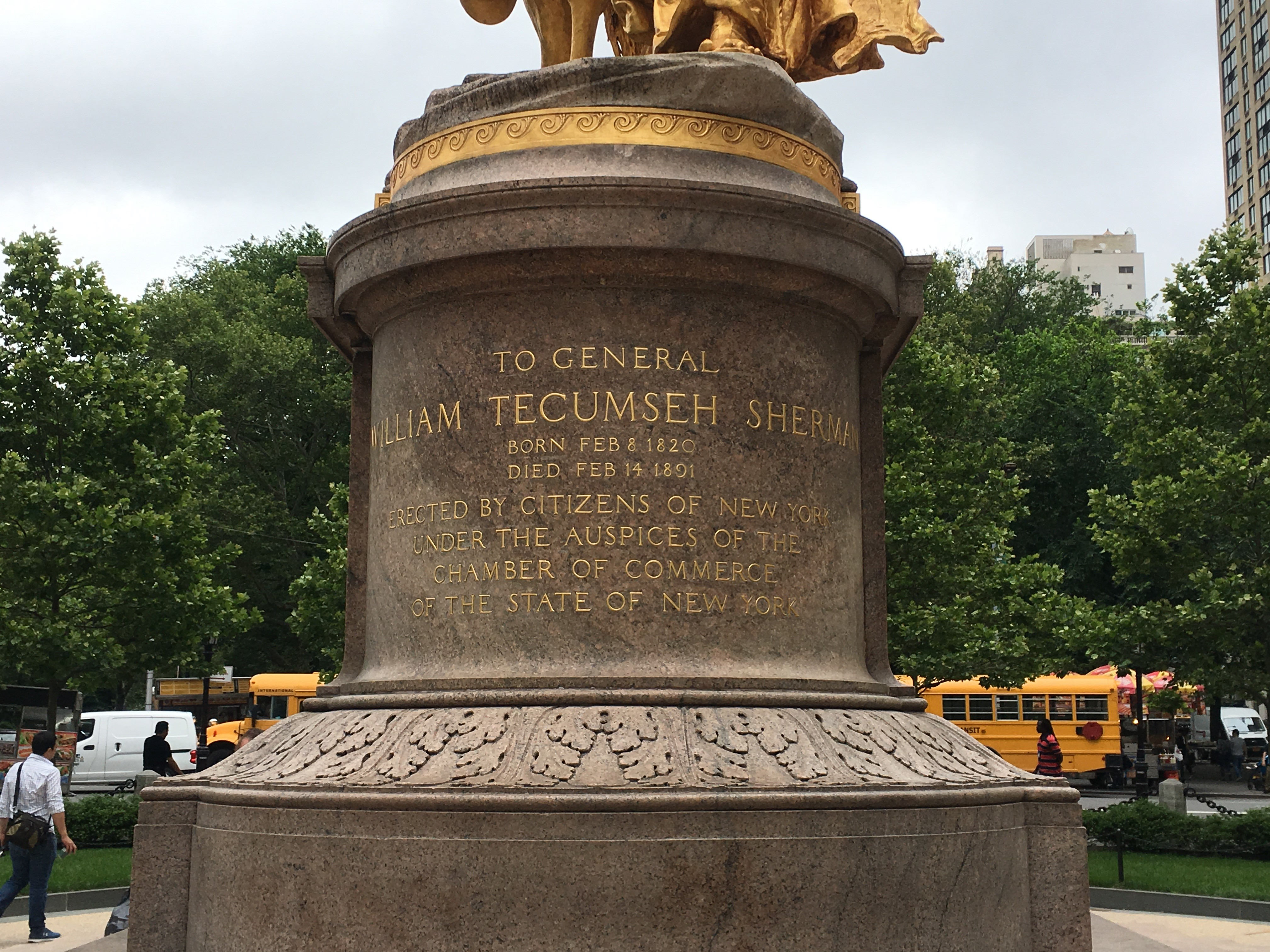
Detalle del pedestal del Monumento
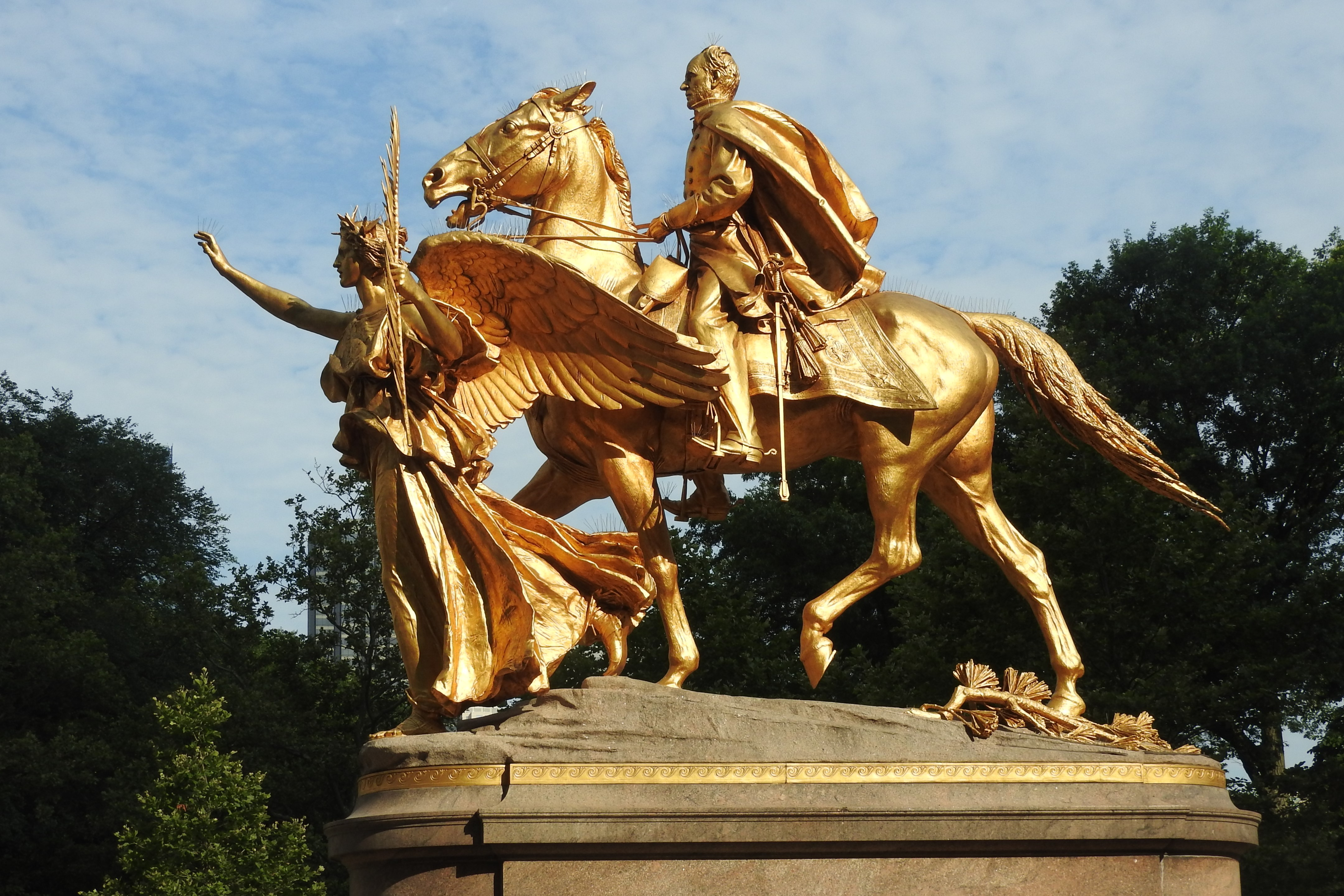
Lado sureste
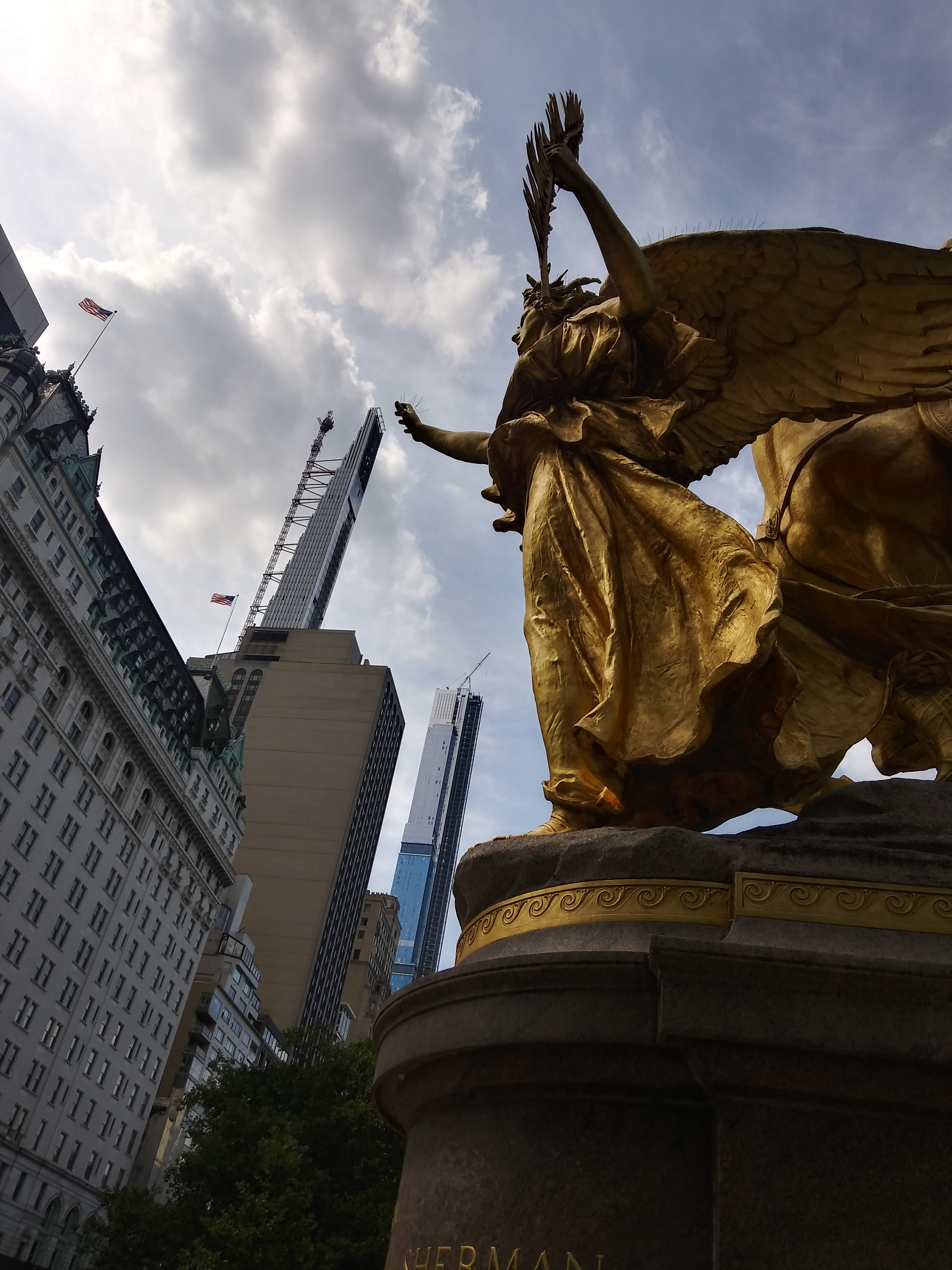
Vista mirando al suroeste hacia Central Park South